# Beppie Nooij jr.
Beppie Nooij, ook Nooy (Amsterdam, 26 januari 1919 – aldaar, 30 juli 1979) was een Nederlands toneelspeelster en toneelregisseuse. Nooij was de dochter van het toneelspelersechtpaar Jan Nooij (1884-1962) en Bep Nooij-Blaaser (1893-1976). Zij trouwde twee keer: met de piloot Gerhard Adelbert Hinrichs in 1939 en in 1956 met de schrijver annex toneelspeler Hubertus Johannes Silvester. Nooij was een halfzuster van de actrice Riny Blaaser.
Nooij volgde na de lagere school de handelsschool en kwam als invalkracht terecht bij het Gezelschap Jan Nooij, het toneelgezelschap van haar vader. Hierna was zij onder meer verbonden aan de gezelschappen van Barry Kiviets en Gerard Walden. Later werkte zij bij de Snip en Snaprevue, bij Wim Sonneveld en Toon Hermans. In 1953 werd zij, als gevolg van ziekte van haar vader Jan Nooij, zakelijk leidster en regisseuse van het gezelschap Jan Nooij, dat zij omdoopte in Het Amsterdams Toneel.
Nooij vervulde hoofdrollen in stukken van onder meer Herman Bouber, Jan Fabricius en Herman Heijermans. Zij speelde onder andere in Bleeke Bet, De Jantjes, Mooie Neel en Oranje Hein. Het zedendrama Rooie Sien van Marius Spree werd meer dan 1500 keer opgevoerd met Beppie Nooij als Rooie Sien en werd in 1975 ook verfilmd door Frans Weisz. In de film speelde zij de 'oude' Rooie Sien; de 'jonge' Sien werd vertolkt door Willeke Alberti. Nooij overleed op 60-jarige leeftijd aan de gevolgen van kanker en ligt, samen met haar ouders, begraven op de Amsterdamse begraafplaats Zorgvlied.

## Eerbetoon
In 1979 werd ze benoemd tot ridder in de Orde van Oranje-Nassau en werd de Johan Kaartprijs aan haar toegekend. Deze laatste heeft ze niet meer zelf in ontvangst kunnen nemen.